# قلعة خاتش
قلعة خاتش (بالفارسية: قلعه‌خاچ) هي قرية تقع في قسم آواجيق الجنوبي الريفي (مقاطعة تشالدران) في إيران. يقدر عدد سكانها بـ 244 نسمة بحسب إحصاء 2016.